# فعالیت‌های سیا در ترکیه
در طول جنگ سرد، ایالات متحده عملیات متمرکز بر مبارزه با سوسیالیسم در ترکیه را انجام داد که عمدتاً از طریق عملیات گلادیو، شاخه ترکیه، ضد چریکها، اجرا شد. جنگ داخلی سوریه در سال‌های اخیر شاهد افزایش مجدد فعالیت سیا در ترکیه بوده‌است.

## پروازهای شناسایی یو۲
از دهه۱۹۵۰، پروازهای شناسایی لاکهید یو۲ از پایگاه هوایی اینجرلیک در ترکیه انجام شد. یو۲ که توسط فرانسیس گری پاورز به پرواز درآمد و در می۱۹۶۰ بر فراز اتحاد جماهیر شوروی سرنگون شد، در اینجرلیک مستقر بود و همچنین واحد پاور که تحت پوشش اسکادران رصد آب و هوا کمیته رایزنی ملی هوانوردی آمریکا فعالیت می‌کرد. این واحد متشکل از خلبانانی بود که توسط سیا برای پرواز در مأموریت‌های شناسایی در ارتفاع بالا بر فراز اتحاد جماهیر شوروی و سایر مکان‌های کلیدی استخدام شده بودند. در طول بحران سوئز آنها همچنین پروازهای شناسایی را بر فراز دریای مدیترانه انجام دادند.

## استخدام
در طول جنگ سرد، یک دارایی مهم ضد چریک‌ها و گرگ‌های خاکستری بود. شاخه شبه نظامی جوانان حزب جنبش ملی. قبل از مرگ ضد چریک آلپارسلان تورکش، از گرگ‌های خاکستری شبه‌نظامی راست افراطی برای حمله به چپ‌ها استفاده می‌شد.
سیا همچنین کادری از خال‌ها را در سازمان اطلاعات ملی ترکیه نگهداری می‌کند، همان‌طور که در سال۱۹۷۷ توسط معاون سابق مدیر آن و استخدام‌کننده سیا صباح الدین ساواشمان اعتراف کرد.
در طول جنگ سرد، سازمان سیا یک شبکه ارتش مخفیانه در ترکیه راه اندازی کرد. آنها قصد داشتند در صورت لزوم عملیات خرابکاری و جاسوسی انجام دهند. چنین شبکه‌هایی در بسیاری از کشورهای اروپایی ناتو (که معروف‌ترین آنها گلادیو است)، و همچنین در کشورهایی که به‌طور رسمی بی‌طرف در اروپا هستند، راه‌اندازی شدند. این شبکه در ترکیه با اسم رمز «ضد چریک» شناخته شد، عناصر آن بعداً به ارتکاب شکنجه متهم شدند. وجود ضد چریک‌ها در ترکیه در سال۱۹۷۳ توسط بولنت اجویت، نخست‌وزیر وقت فاش شد.

## پروازهای «تحویل فوق‌العاده» سیا
پس از رد اتهامات مربوط به دخالت ترکیه در پروازهای محرمانه سیا توسط وزارت خارجه ترکیه، یک تلگراف دیپلماتیک ایالات متحده که توسط ویکی لیکس منتشر شد نشان داد که چنین پروازهایی انجام شده‌است. یک کابل به تاریخ ۸ ژوئن۲۰۰۶ بیان می‌کرد که ارتش ترکیه از سال۲۰۰۲ اجازه استفاده از پایگاه هوایی اینجرلیک را به عنوان ایستگاه سوخت رسانی برای «عملیات جابجایی بازداشت شدگان» داده‌است.

## سوریه
به گفته منابع اطلاعاتی به نقل از سیمور هرش، در اوایل سال۲۰۱۲، سیا با همکاری ترکیه آنچه را «خط موش» نامید، عملیاتی مخفیانه برای به دست آوردن و انتقال، با استفاده از نیابت‌ها و شرکت‌های جلویی، تسلیحات از لیبی برای شورش ایجاد کرد. گروه‌هایی در سوریه از طریق جنوب ترکیه. گزارش شده‌است که نقش سیا در این عملیات در نتیجه تخلیه گسترده مأموران سیا از کنسولگری آمریکا در بنغازی، لیبی، پس از حمله بنغازی در سال۲۰۱۲ به پایان رسید.به گفته هرش، این عملیات توسط دیوید پترائوس اداره می‌شد و سیا می‌توانست از گزارش وجود این عملیات به کمیته‌های اطلاعاتی کنگره آمریکا اجتناب کند، زیرا دخالت ترکیه اجازه می‌داد تا آن را به عنوان یک مأموریت رابط طبقه‌بندی کند.